# Patrick Müller (futbolista)
Patrick Müller (Ginebra, 17 de desembre de 1976) és un futbolista suís, que ocupa la posició de defensa.
Va començar a destacar al Servette FC. Després de militar a un altre conjunt del seu país, el Grasshoppers, l'any 2000 dona el salt a l'Olympique de Lió, amb qui juga 131 partits de la Ligue 1 entre quatre campanyes. Després de passar pel RCD Mallorca i pel FC Basel, la temporada 05/06 hi milita un altre any amb els lionesos. L'estiu del 2008 fitxa per l'AS Monaco FC.

## Selecció

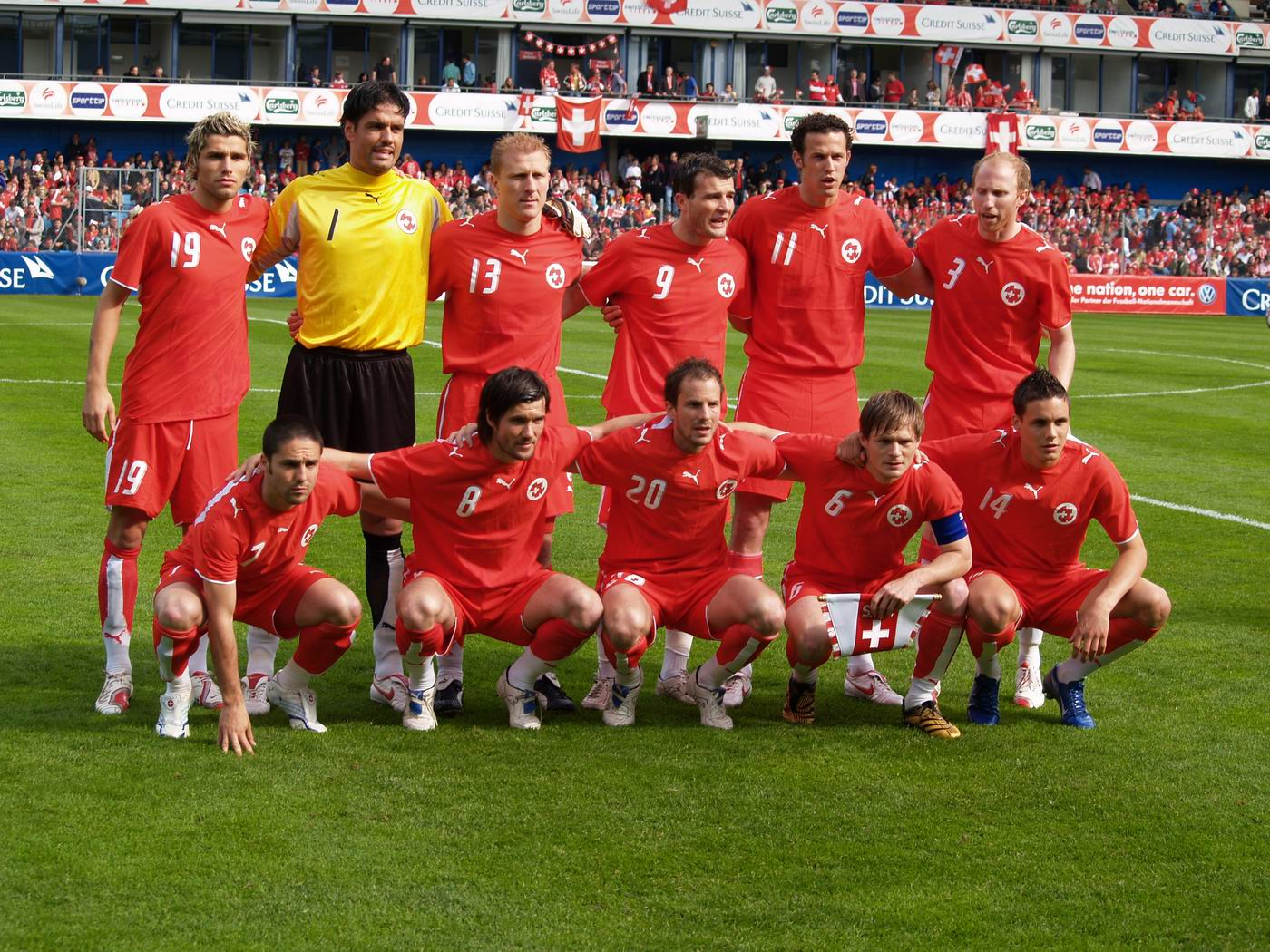
Patrick Müller, amb el número 20, en partit contra la Xina

Müller ha estat un dels futbolistes suïssos més destacats de la dècada dels 2000. Ha vestit la samarreta de la seua selecció en 81 ocasions, tot marcant tres gols. Hi ha participat en el Mundial del 2006 i a les Eurocopes de 2004 i 2008.